# Round Island (Praslin)
Round Island (auch: Île Ronde) ist eine Insel der Republik der Seychellen, nur wenige hundert Meter östlich der Insel Praslin.

## Geographie
Die Insel am Ausgang der Baie Ste Anne und an der Anse La Farine ist dicht bewachsen. Ein regelmäßiger Bergkegel steigt von dort bis auf 75 m Höhe an. Die Insel gehört zum Distrikt Baie Sainte Anne.
Früher gab es einen Bestand der endemischen Seychellenpalme (Lodoicea), der aber für den Anbau von Kokospalme zur Produktion von Kopra abgeholzt wurde. 
Die Insel ist in privater Hand. Es gibt ein kleines Luxus-Ressort sowie die Privatgebäude des Eigentümers.